# Cezary Czub
Cezary Czub – polski kierowca kartingowy. Wyścigowy Samochodowy Mistrz Polski 1995 w klasie E1300.

## Kariera
Od 1990 brał udział w wyścigach samochodowych i górskich. Ze względu na kłopoty finansowe jego kariera została przerwana.

### Osiągnięcia
- 1989: Wyścigowe Mistrzostwa Polski – 5. miejsce w klasie E6
- 1991: Wyścigowe Mistrzostwa Polski – 6. miejsce w klasie E6
- 1992: Wyścigowe Mistrzostwa Polski – 4. miejsce w klasie E2
- 1993: Wyścigowe Mistrzostwa Polski – 10. miejsce w klasie E2
- 1994: Wyścigowe Mistrzostwa Polski – 12. miejsce w klasie E1600
- 1995: Wyścigowe Samochodowe Mistrzostwa Polski – 1. miejsce w klasie E1300